# Formatie van Bois d'Ausse
De Formatie van Bois d'Ausse is een geologische formatie uit het Vroeg-Devoon in de ondergrond van de Belgische Ardennen. De formatie bestaat uit lagen kwartsiet, zandsteen en siltsteen. De formatie is genoemd naar het Bois d'Ausse ten zuiden van de stad Namen.

## Beschrijving
De Formatie van Bois d'Ausse bestaat hoofdzakelijk uit lichtgekleurde kwartsiet afgewisseld met meerdere meters dikke lagen groenige, kaolienhoudende zandsteen, die soms grotere, kwartsiet-klasten bevat (conglomeraat). De kwartsieten worden vaak doorlopen door kwarts-aders.
In het typegebied worden drie leden onderscheiden:
- Het onderste Lid van Bôlia, bestaande uit ongeveer 50 meter grijzige of grijsgroene kwartsiet met cross-bedding, soms afgewisseld met dunne laagjes blauwgrijze siltsteen of schist (schiefer).
- Het middelste Lid van Tréko, gevormd door een ongeveer 20 meter afwisseling van groene, kaolienrijke zandsteen en groene siltsteen.
- Het bovenste Lid van Masuis, bestaande uit ongeveer 30 meter lensvormige banken van beige-grijzige kwartsiet. Op sommige niveaus komen plantenresten voor.

Deze driedeling wordt in andere gebieden niet herkend.
Palynologisch onderzoek met behulp van miosporen wees uit dat de Formatie van Bois d'Ausse tot de stratigrafische etages Lochkoviaan en Pragiaan behoort. Daarmee is de formatie ongeveer tussen de 415 en 405 miljoen jaar oud.

## Verspreiding en stratigrafie
De Formatie van Bois d'Ausse dagzoomt in zowel de noordelijke als zuidelijke flank van het Synclinorium van Dinant en in het Vesderdekblad. De formatie werd voor het eerst beschreven in de ontsluiting langs het spoor van Brussel naar Luxemburg, ter hoogte van het Bois d'Ausse bij Sart-Bernard. Nadat deze ontsluiting ongeschikt raakte werd in 1994 een nieuwe typelocatie aangewezen in het dal van de Tréko ten zuiden van Vitrival.
In het typegebied is de formatie ongeveer 100 meter dik. Verder naar het westen kan de dikte oplopen tot 180 meter en in het dal van de Maas zelfs 360 meter. In het Massief van de Vesder is de formatie ongeveer 135 meter dik.
De stratigrafische relaties tussen de verschillende formaties in het Onder-Devoon van België zijn niet altijd makkelijk vast te stellen wegens de ingewikkelde structuren die de Hercynische plooien en overschuivingen hebben veroorzaakt. De Formatie van Bois d'Ausse overdekt in het typegebied de (iets oudere) Formatie van Fooz. De relatie met de eveneens oudere Formatie van Bois de Chaumont, die in de noordelijke flank van het Synclinorium van Dinant voorkomt, is onduidelijk. In het zuidoosten van de Ardennen, aan de rand van het Massief van Stavelot, ligt de Formatie van Bois d'Ausse direct op de Formatie van Marteau.
Vaak wordt de Formatie van Bois d'Ausse afgedekt door de Formatie van Acoz, maar in het Vesderdekblad liggen de Formatie van Nonceveux en de Formatie van Solières soms tussen de twee eerder genoemde formaties.